# Дискографія B.A.P
Дискографія південнокорейського бой-бенду B.A.P складається з чотирьох студійних альбомів, дев'яти мініальбомів і дев'ятнадцяти синглів.
B.A.P випустили свій дебютний мініальбом Warrior у лютому 2012 року. Він увійшов до чарту альбомів Gaon під номером 3 і Billboard World Albums Chart під номером 10. Їхній наступний мініальбом Power посів 2 місце в чарті альбомів Gaon і 10 місце в чарті Billboard World Albums Chart.

## Альбоми

### Студійні альбоми
| Назва                                                                            | Деталі | Пікові позиції у чартах | Пікові позиції у чартах | Пікові позиції у чартах | Продажі                                  |
| Назва                                                                            | Деталі | KOR                     | JPN                     | US World                | Продажі                                  |
| Корейські                                                                        | Корейські                                                                                                  | Корейські               | Корейські               | Корейські               | Корейські                                |
| -------------------------------------------------------------------------------- | --- | ----------------------- | ----------------------- | ----------------------- | ---------------------------------------- |
| First Sensibility                                                                | - Реліз: 4 лютого 2014 - Лейбл: TS Entertainment, LOEN Entertainment - Формат: CD, digital download        | 1                       | 16                      | 1                       | - Південна Корея: 104,528                |
| Noir                                                                             | - Реліз: 7 листопада 2016 - Лейбл: TS Entertainment, LOEN Entertainment - Формат: CD, цифрове завантаження | 2                       | 39                      | 1                       | - Південна Корея: 52,812 - Японія: 3,092 |
| Японські                                                                         | |                         |                         |                         |                                          |
| Best. Absolute. Perfect                                                          | - Реліз: 30 березня 2016 - Лейбл: King Records - Формат: CD, CD+DVD, digital download                      | —                       | 4                       | —                       | - Японія: 24,327                         |
| Unlimited                                                                        | - Реліз: 28 червня 2017 - Лейбл: King Records - Формат: CD, CD+DVD, цифрове завантаження                   | —                       | 6                       | —                       | - Японія: 21,710                         |
| Massive                                                                          | - Реліз: 28 березня 2018 - Лейбл: King Records - Формат: CD, CD+DVD, цифрове завантаження                  | —                       | 6                       | —                       | - Японія: 14,348                         |
| «—» релізи, що не потрапили у чарти або не були випущені у відповідних регіонах. | |                         |                         |                         |                                          |

### Мініальбоми
| Назва                                                                            | Деталі | Пікові позиції у чартах | Пікові позиції у чартах | Пікові позиції у чартах | Продажі                                                             |
| Назва                                                                            | Деталі | KOR                     | JPN                     | US World                | Продажі                                                             |
| Корейські                                                                        | Корейські | Корейські               | Корейські               | Корейські               | Корейські                                                           |
| -------------------------------------------------------------------------------- | --- | ----------------------- | ----------------------- | ----------------------- | ------------------------------------------------------------------- |
| No Mercy                                                                         | - Реліз: 19 липня 2012 - Лейбл: TS Entertainment, LOEN Entertainment - Формат: CD, цифрове завантаження                | 3                       | 142                     | —                       | - Південна Корея: 57,124+ (оригінал & перевидання) - Японія: 2,458+ |
| No Mercy                                                                         | - Перевидання: 30 серпня 2012 (Crash) - Лейбл: TS Entertainment, LOEN Entertainment - Формат: CD, цифрове завантаження | 3                       | 162                     | —                       | - Південна Корея: 57,124+ (оригінал & перевидання) - Японія: 2,458+ |
| One Shot                                                                         | - Реліз: 13 лютого 2013 - Лейбл: TS Entertainment, LOEN Entertainment - Формат: CD, цифрове завантаження               | 2                       | 73                      | 1                       | - Південна Корея: 86,386                                            |
| Badman                                                                           | - Реліз: 6 серпня 2013 - Лейбл: TS Entertainment, LOEN Entertainment - Формат: CD, цифрове завантаження                | 3                       | —                       | 1                       | - Південна Корея: 89,004                                            |
| Matrix                                                                           | - Реліз: 16 листопада 2015 - Лейбл: TS Entertainment, LOEN Entertainment - Формат: CD, цифрове завантаження            | 1                       | —                       | 3                       | - Південна Корея: 98,276                                            |
| Carnival                                                                         | - Реліз: 22 лютого 2016 - Лейбл: TS Entertainment, LOEN Entertainment - Формат: CD, цифрове завантаження               | 2                       | 48                      | 3                       | - Південна Корея: 64,100 - Японія: 1,891                            |
| «—» релізи, що не потрапили у чарти або не були випущені у відповідних регіонах. | |                         |                         |                         |                                                                     |

### Сингл-альбоми
| Назва                | Деталі                                                                               | Пікові позиції у чартах | Продажі                  |           |
| Назва                | Деталі                                                                               | KOR                     | Продажі                  |           |
| Корейські            | Корейські                                                                            | Корейські               | Корейські                | Корейські |
| -------------------- | ------------------------------------------------------------------------------------ | ----------------------- | ------------------------ | --------- |
| Warrior              | - Реліз: 26 січня 2012 - Лейбл: TS Entertainment - Формат: CD, цифрове завантаження  | 3                       | - Південна Корея: 42,261 |           |
| Power                | - Реліз: 27 квітня 2012 - Лейбл: TS Entertainment - Формат: CD, цифрове завантаження | 2                       | - Південна Корея: 38,650 |           |
| Stop It              | - Реліз: 23 жовтня 2012 - Лейбл: TS Entertainment - Формат: CD, цифрове завантаження | 3                       | - Південна Корея: 26,514 |           |
| B.A.P Unplugged 2014 | - Реліз: 10 червня 2014 - Лейбл: TS Entertainment - Формат: CD, цифрове завантаження | 2                       | - Південна Корея: 29,986 |           |
| Put 'Em Up           | - Реліз: 8 серпня 2016 - Лейбл: TS Entertainment - Формат: CD, цифрове завантаження  | 3                       | - Південна Корея: 29,165 |           |
| Rose                 | - Реліз: 7 березня 2017 - Лейбл: TS Entertainment - Формат: CD, цифрове завантаження | 3                       | - Південна Корея: 43,836 |           |
| Blue                 | - Реліз: 5 вересня 2017 - Лейбл: TS Entertainment - Формат: CD, цифрове завантаження | 4                       | - Південна Корея: 26,470 |           |
| Ego                  | - Реліз: 13 грудня 2017 - Лейбл: TS Entertainment - Формат: CD, цифрове завантаження | 3                       | - Південна Корея: 30,606 |           |

## Сингли
| Назва                                                                            | Рік       | Пікові позиції у чартах | Пікові позиції у чартах | Пікові позиції у чартах | Пікові позиції у чартах | Пікові позиції у чартах | Продажі                        | Альбом                  |
| Назва                                                                            | Рік       | KOR                     | KOR Hot                 | JPN                     | JPN Hot                 | US World                | Продажі                        | Альбом                  |
| Корейські                                                                        | Корейські | Корейські               | Корейські               | Корейські               | Корейські               | Корейські               | Корейські                      | Корейські               |
| -------------------------------------------------------------------------------- | --------- | ----------------------- | ----------------------- | ----------------------- | ----------------------- | ----------------------- | ------------------------------ | ----------------------- |
| «Warrior»                                                                        | 2012      | 44                      | 49                      | —                       | —                       | 5                       | - Південна Корея (DL): 488,418 | Warrior                 |
| «Secret Love» (featuring Song Jieun of Secret)                                   | 2012      | 132                     | 68                      | —                       | —                       | —                       |                                | Warrior                 |
| «Power»                                                                          | 2012      | 38                      | 26                      | —                       | —                       | 9                       | - Південна Корея (DL): 251,044 | Power                   |
| «Goodbye»                                                                        | 2012      | 51                      | 90                      | —                       | —                       | —                       | - Південна Корея (DL): 98,347  | No Mercy                |
| «No Mercy»                                                                       | 2012      | 40                      | 30                      | —                       | —                       | 10                      | - Південна Корея (DL): 435,697 | No Mercy                |
| «Crash»                                                                          | 2012      | 17                      | 12                      | —                       | —                       | 19                      | - Південна Корея (DL): 600,779 | Crash                   |
| «Stop It»                                                                        | 2012      | 28                      | 30                      | —                       | —                       | 5                       | - Південна Корея (DL): 401,233 | Stop It                 |
| «Rain Sound»                                                                     | 2013      | 15                      | 16                      | —                       | —                       | 5                       | - Південна Корея (DL): 265,421 | One Shot                |
| «One Shot»                                                                       | 2013      | 17                      | 20                      | —                       | —                       | 3                       | - Південна Корея (DL): 284,922 | One Shot                |
| «Coffee Shop»                                                                    | 2013      | 31                      | 16                      | —                       | —                       | 4                       | - Південна Корея (DL): 169,015 | Badman                  |
| «Hurricane»                                                                      | 2013      | 39                      | 32                      | —                       | —                       | 4                       | - Південна Корея (DL): 79,757  | Badman                  |
| «Badman»                                                                         | 2013      | 21                      | 35                      | —                       | —                       | —                       | - Південна Корея (DL): 110,868 | Badman                  |
| «1004 (Angel)»                                                                   | 2014      | 9                       | 21                      | —                       | —                       | 4                       | - Південна Корея (DL): 291,297 | First Sensibility       |
| «Where Are You? What Are You Doing?»                                             | 2014      | 27                      | 33                      | —                       | —                       | 6                       | - Південна Корея (DL): 101,634 | B.A.P Unplugged 2014    |
| «Young, Wild & Free»                                                             | 2015      | 42                      | Н/Д                     | —                       | —                       | 6                       | - Південна Корея (DL): 45,201  | Matrix                  |
| «Feel So Good»                                                                   | 2016      | 51                      | Н/Д                     | —                       | —                       | 10                      | - Південна Корея (DL): 64,655  | Carnival                |
| «That's My Jam»                                                                  | 2016      | 114                     | Н/Д                     | —                       | —                       | 7                       | - Південна Корея (DL): 13,131  | Put 'Em Up              |
| «Skydive»                                                                        | 2016      | —                       | Н/Д                     | —                       | —                       | 9                       | - Південна Корея (DL): 16,585  | Noir                    |
| «Wake Me Up»                                                                     | 2017      | —                       | Н/Д                     | —                       | —                       | 4                       | - Південна Корея (DL): 16,401  | Rose                    |
| «Honeymoon»                                                                      | 2017      | —                       | —                       | —                       | —                       | 4                       |                                | Blue (single)           |
| «Hands Up»                                                                       | 2017      | —                       | —                       | —                       | —                       | 7                       |                                | Ego (single)            |
| Японські                                                                         |           |                         |                         |                         |                         |                         |                                |                         |
| «Warrior»                                                                        | 2013      | —                       | —                       | 5                       | 17                      | —                       | - Японія: 23,027               | Best. Absolute. Perfect |
| «One Shot»                                                                       | 2013      | —                       | —                       | 10                      | 30                      | —                       | - Японія: 21,905               | Best. Absolute. Perfect |
| «No Mercy»                                                                       | 2014      | —                       | Н/Д                     | 2                       | 2                       | —                       | - Японія: 42,116               | Best. Absolute. Perfect |
| «Excuse Me»                                                                      | 2014      | —                       | Н/Д                     | 2                       | 3                       | —                       | - Японія: 51,697               | Best. Absolute. Perfect |
| «Feel So Good»                                                                   | 2016      | —                       | Н/Д                     | 5                       | 14                      | —                       | - Японія: 17,358               | Unlimited               |
| «Fly High»                                                                       | 2016      | —                       | Н/Д                     | 7                       | 12                      | —                       | - Японія: 20,540               | Unlimited               |
| «Wake Me Up»                                                                     | 2017      | —                       | Н/Д                     | 4                       | —                       | —                       | - Японія: 26,899               | Unlimited               |
| «Honey Moon»                                                                     | 2017      | —                       | Н/Д                     | 5                       | 2                       | —                       | - Японія: 15,853               | Massive                 |
| «Hands Up»                                                                       | 2018      | —                       | Н/Д                     | 4                       | 1                       | —                       | - Японія: 16,762               | Massive                 |
| «—» релізи, що не потрапили у чарти або не були випущені у відповідних регіонах. |           |                         |                         |                         |                         |                         |                                |                         |

## Інші пісні у чартах
| Назва                                                                            | Рік  | Пікові позиції у чартах | Пікові позиції у чартах | Альбом            |
| Назва                                                                            | Рік  | KOR                     | KOR Hot                 | Альбом            |
| -------------------------------------------------------------------------------- | ---- | ----------------------- | ----------------------- | ----------------- |
| «It's All Lies»                                                                  | 2012 | 178                     | —                       | Power             |
| «Voicemail»                                                                      | 2012 | 160                     | —                       | No Mercy          |
| «What My Heart Tells Me To Do»                                                   | 2012 | 168                     | —                       | No Mercy          |
| «I Remember» (Bang Yongguk Solo featuring Daehyun)                               | 2012 | 136                     | —                       | Crash             |
| «Yes Sir»                                                                        | 2012 | 188                     | —                       | Stop It           |
| «Happy Birthday»                                                                 | 2012 | 152                     | —                       | Stop It           |
| «Punch»                                                                          | 2013 | 100                     | —                       | One Shot          |
| «Coma»                                                                           | 2013 | 90                      | —                       | One Shot          |
| «0 (Zero)»                                                                       | 2013 | 89                      | —                       | One Shot          |
| «Whut's Poppin'»                                                                 | 2013 | 183                     | —                       | Badman            |
| «Excuse Me»                                                                      | 2013 | 142                     | —                       | Badman            |
| «Bow Wow»                                                                        | 2013 | 141                     | —                       | Badman            |
| «Easy(쉽죠)»                                                                     | 2014 | 79                      | —                       | First Sensibility |
| «With You»                                                                       | 2014 | 105                     | —                       | First Sensibility |
| «Love Sick»                                                                      | 2014 | 109                     | —                       | First Sensibility |
| «B.A.B.Y»                                                                        | 2014 | 110                     | —                       | First Sensibility |
| «Save Me»                                                                        | 2014 | 118                     | —                       | First Sensibility |
| «Shady Lady»                                                                     | 2014 | 121                     | —                       | First Sensibility |
| «Body & Soul»                                                                    | 2014 | 122                     | —                       | First Sensibility |
| «Spy»                                                                            | 2014 | 130                     | —                       | First Sensibility |
| «S.N.S»                                                                          | 2014 | 133                     | —                       | First Sensibility |
| «Check On»                                                                       | 2014 | 136                     | —                       | First Sensibility |
| «Bang X2»                                                                        | 2014 | 138                     | —                       | First Sensibility |
| «BAP»                                                                            | 2014 | 153                     | —                       | First Sensibility |
| «—» релізи, що не потрапили у чарти або не були випущені у відповідних регіонах. |      |                         |                         |                   |

## Музичні відео
| Назва                                | Рік       | Нотатки   |
| Корейські                            | Корейські | Корейські |
| ------------------------------------ | --------- | --------- |
| «Warrior»                            | 2012      |           |
| «Secret Love»                        | 2012      |           |
| «Power»                              | 2012      |           |
| «Goodbye»                            | 2012      |           |
| «No Mercy»                           | 2012      |           |
| «Crash»                              | 2012      |           |
| «Stop It»                            | 2012      |           |
| «Rain Sound»                         | 2013      |           |
| «One Shot»                           | 2013      |           |
| «Coffee Shop»                        | 2013      |           |
| «Hurricane»                          | 2013      |           |
| «Badman»                             | 2013      |           |
| «1004 (Angel)»                       | 2014      |           |
| «Where Are You? What Are You Doing?» | 2014      |           |
| «Young, Wild & Free»                 | 2015      |           |
| «Feel So Good»                       | 2016      |           |
| «That's My Jam»                      | 2016      |           |
| «Skydive»                            | 2016      |           |
| «Wake Me Up»                         | 2017      |           |
| «Honeymoon»                          | 2017      |           |
| «Hands Up»                           | 2017      |           |
| Японські                             |           |           |
| «Warrior»                            | 2013      |           |
| «One Shot»                           | 2013      |           |
| «No Mercy»                           | 2014      |           |
| «Excuse Me»                          | 2014      |           |
| «Kingdom»                            | 2016      |           |
| «Feel So Good»                       | 2016      |           |
| «Fly High»                           | 2016      |           |
| «Wake Me Up»                         | 2017      |           |
| «Honeymoon»                          | 2017      |           |
| «Hands Up»                           | 2017      |           |